# ハンス・ナイマン
ハンス・ナイマン（Hans Nijman、1959年9月23日 - 2014年11月5日）は、オランダ出身の総合格闘家。元々は伝統派空手の出身で、WUKO（WKFの前身）の世界選手権で3位の実績を持つ。リングス・オランダ所属。

## 来歴
藤田和之のPRIDEデビュー戦（2000年1月30日）の相手も務めた。
その後もリングス・オランダに所属し、指導員として後進の育成に当たっていた。
2014年11月5日、オランダ・ベーフェルウェイクのディック・フライと共同経営するジムの前で車に乗っていたところ、銃で撃たれて死去。55歳没。

## 戦績
| 勝敗 | 対戦相手               | 試合結果                 | 大会名                                | 開催年月日     |
| ×    | シーク・コンゴ         | 2R 0:59 腕ひしぎ十字固め | It's Showtime                         | 2003年6月8日   |
| ×    | バリントン・パターソン | KO                       | It's Showtime                         | 2001年10月21日 |
| ×    | 藤田和之               | 1R 2:48 袈裟固め         | PRIDE GRANDPRIX 2000 開幕戦 【1回戦】 | 2000年1月30日  |

## 得意技
ナイマン蹴り
ナイマン蹴りは、ナイマン独特の中段から上段へと変化する二段蹴り。対戦者が胸元にくる最初の中段蹴りをガードしようとすると、次の瞬間足が上に伸びて二発めの蹴りがノーガードの顔面にヒットする。最初に中段蹴りと見せかけて、中段は撃たず、素早く上段蹴りを撃つ場合もある。
中段から上段への素早い蹴りのシフトチェンジを見分けるのは困難で、かつてリングスで対戦した長井満也は、上段蹴りを予想してあらかじめ上段にガードをしていたところ、裏をかかれてそのまま中段蹴り（実は爪先で蹴る反則技）をわき腹にくらい肋軟骨を骨折する重傷を負った。
伝統派空手の試合において二段蹴りは時折見られる蹴技であるが、実際に相手をKOする程の威力でそれを繰り出すには相当の膝の柔軟性と腰の強靭さが要求されるため、ナイマンの様に威力を伴った二段蹴りを使える格闘家は少ない。
K-1ファイターのグラウベ・フェイトーザも似た蹴りを使うが、伝統空手由来のナイマン蹴りは二段蹴り（1.中段を実際に一度蹴って、更に上段を蹴る。この場合中段はフェイク、空手で言う所の“虚”で、上段蹴りの様な威力は無い。2.もしくは、中段蹴りの位置で蹴りを出さず足を止め、すぐに上段を蹴る）であり、極真由来のブラジリアンキックは変則軌道の上段蹴り（中段蹴りの軌道で入るが実際に中段は蹴らず、中段の位置で足を跳ね上げ上段蹴りに移行し蹴り下ろす）であるので、微妙に異なる。